# Mărgheni, Olt
Mărgheni este un sat în comuna Brâncoveni din județul Olt, Oltenia, România.
Se invecineaza doar cu satul Ociogi,fiind considerat un sat izolat.Majoritatea demografica este alcatuita din romani. 
 Acest articol despre o localitate din județul Olt este deocamdată un ciot. Puteți ajuta Wikipedia prin completarea lui.

Sat de o frumusețe rară cu păduri verzi de foioase, străbătut de râul Cungrea și cu celebrul copac,Tecul de la Ionicesti.